# Bayonne-Pampelune
Bayonne-Pampelune est une course cycliste franco-espagnole qui relie les villes de Bayonne et Pampelune, en plein cœur du Pays basque. Durant son existence, elle est organisée conjointement par l'Aviron bayonnais Cyclisme et l'UC Navarra. Le sens de la course est inversé une année sur deux.
Seuls les amateurs peuvent y participer. 

## Palmarès
| Année | Vainqueur                   | Deuxième                | Troisième             |
| ----- | --------------------------- | ----------------------- | --------------------- |
| 1988  | Javier Urrutia              | Fernando Escartín       | Roberto Lezaun        |
| 1989  | Glenn Wilson                | Patrick Pregno          | Joseba Berrojalbiz    |
| 1990  | José Manuel Torija          | Luis María Urizar       | Francisco José García |
| 1991  | Álvaro González de Galdeano | Rafael Ruiz             | Abraham Olano         |
| 1992  | Carlos Zelaia               | Abraham Olano           | Óscar Fernández       |
| 1993  | Thierry Elissalde           | Francisco Noguero       | Ángel Casero          |
| 1994  | Javier Pascual Rodríguez    | Javier Pascual Llorente | Ludovic Grechi        |
| 1995  | Igor Flores                 | Iñaki Manterola         | Asier Zabala          |
| 1996  | Juan José de los Ángeles    | Matías Cagigas          | Alexandre Chouffe     |
| 1997  | José Luis Díaz Díaz (es)    | Alberto Benito          | Miguel Ángel Manteiga |
| 1998  | Annulé                      | Annulé                  | Annulé                |
| 1999  | Gilles Zech                 | Xabier Zandio           | Patxi Ugarte (es)     |
| 2000  | Annulé                      | Annulé                  | Annulé                |
| 2001  | Patxi Ugarte (es)           | Jon Bru                 | Dionisio Galparsoro   |
| 2002  | Gorka Verdugo               | Mikel Gaztañaga         | Eugenio Pineda        |
| 2003  | Gorka Verdugo               | Arnaud Labbe            | Jokin Ormaetxea       |
| 2004  | Arnaud Labbe                | Eugenio Pineda          | Julen Zubero (eu)     |
| 2005  | Juan José Oroz              | Evgeni Zhadkevich       | Eder Salas            |
| 2006  | Ramuntxo Garmendia          | Tomasz Kaszuba          | Garikoitz Atxa        |
| 2007  | Fabricio Ferrari            | Pierre Cazaux           | Gabriel Larrea        |
| 2008  | Andrey Amador               | Diego Tamayo            | Marcin Slezack        |
| 2009  | Carl Naibo                  | Javier Iriarte          | Garikoitz Atxa        |
| 2010  | Fabien Fraissignes          | Javier Iriarte          | Romain Sdrigotti      |
| 2011, | Samuel Plouhinec            | Pablo Torres Muiño      | Guillaume Gerbaud     |
| 2012  | Arkaitz Durán               | Ibai Salas              | Miguel Ángel Benito   |
| 2013  | Pierre Cazaux               | Mathieu Perget          | Juan Martín Mesa      |
| 2014  | Rafael Márquez              | Juan José Tamayo        | Antonio Jesús Soto    |
| 2015  | Loïc Herbreteau             | Jorge Arcas             | Carlos Antón Jiménez  |
| 2016  | Annulé                      | Annulé                  | Annulé                |